# Edifici al carrer de Vic, 6 (Caldes de Montbui)
L'Edifici al carrer de Vic, 6 és una obra de Caldes de Montbui (Vallès Oriental) protegida com a bé cultural d'interès local.

## Descripció
És un edifici unifamiliar entre mitgeres, molt estret. Consta de planta baixa i dos pisos amb la coberta a doble vessant rematada per una petita cornisa. L'estructura és de parets de càrrega i de forjats unidireccionals. A la planta baixa s'obre un gran portal amb la llinda de fusta de forma corbada i una petita finestra a un costat. Al primer pis s'obre una finestra amb la llinda, els brancals i l'ampit de pedra i al segon pis s'obre també una finestra.